# Орешник (Кировская область)
Орешник — деревня в Уржумском районе Кировской области в составе Петровского сельского поселения.

## География
Находится недалеко от правого берега реки Вятка на расстоянии примерно 26 километров на север от районного центра города Уржум.

## История
Известна с 1716 года, когда здесь (тогда починок Белоглазовский) было учтено 14 дворов, в 1748 году учтена 31 душа мужского пола.  В 1873 году учтено дворов 22 и жителей 195, в 1905 77 и 415, в 1926 100 и 526, в 1950 42 и 125, в 1989 8 жителей . 

## Население
Постоянное население  составляло 183 человека (русские 96%) в 2002 году, 131 в 2010.